# HMS Hawkins (D86)
HMS Hawkins byl těžký křižník stejnojmenné třídy britského Královského námořnictva. Byl postaven v loděnici Chatham a spuštěn na vodu 1. října 1917. Loď se účastnila bojů druhé světové války.

## Služba

### Předválečná služba
HMS Hawkins vstoupil do služby 25. července 1919 a stal se vlajkovou lodí 5. eskadry lehkých křižníků, sloužící u čínského pobřeží. V aktivní službě strávil méně než dekádu, než podstoupila přestavbu. Během této přestavby byly uhlí spalující kotle nahrazeny kotli novými, využívající spalování nafty. Znovuzavedení do služby se dočkal v prosinci 1929, opět jako vlajková loď, tentokráte však 2. eskadry křižníků a Atlantického loďstva.
V květnu 1930 byl opět vyřazen z aktivní služby a dán do rezervy. V roce 1932 byl zaktivněn a stal se vlajkovou lodí 4. eskadry křižníků u Východoindického loďstva, než byl v dubnu 1935 opět dán do rezervy. Kvůli podmínkám Londýnské konference byl Hawkins v roce 1937 demilitarizován, všechna jeho 190mm děla, stejně jako palubní torpédomety, byla demontována. V září 1938 byl sestaven plán na uplatnění lodi pro výcvik kadetů.

### Druhá světová válka
Po vypuknutí druhé světové války byl Hawkins znovu vyzbrojen a zařazen do aktivní služby jako vlajková loď kontradmirála Henryho Harwooda. Hlídkoval u východního pobřeží Jižní Ameriky, až po Falklandské ostrovy. Dne 5. září 1940 vyplul z uruguayského Montevidea, cílem plavby byl jihoafrický Simonstown, kde mělo dojít k opravám. Suchý dok byl však již zabrán letadlovou lodí HMS Hermes, která prodělávala opravy po srážce s obchodní lodí. Hawkins byl odkloněn do Durbanu, kde musel sedm týdnů vyčkávat, než se suchý dok uvolnil. Při svém působení v jihoafrických vodách zachránil devět členů posádky potopeného tankeru SS British Premier, který byl torpédován německou ponorkou U 65.
Během února 1941 byl křižník aktivní u východního pobřeží Afriky, kde podporoval jako součást Svazu T Východoindického loďstva britské osvobození Britského Somálska a následné výpady do Italského Somálska. Podařilo se mu zajmout několik německých a italských obchodních lodí snažících se uprchnout z dobývané italské kolonie. Jednou ze zajatých lodí byla italská SS Savoia. Později Hawkins zajišťoval doprovod konvojů a zadržoval a kontroloval lodě Vichistické Francie a neutrálních států. U Mauricia praskla jeho vnější hřídel na pravoboku, což mělo za následek ztrátu lodního šroubu. Opravy v Simonstownu trvaly od 10. do 28. října, dne 2. listopadu odplul Hawkins do Británie na generální opravu.
Oprava byla ukončena v květnu 1942 a Hawkins se připojil k Východnímu loďstvu, kde opět eskortoval lodě kolem afrického pobřeží. V červnu 1944 se vrátil do britských vod, zúčastnil se Operace Neptun, když se jako součást Gunfire Support Bombardment Force A Západního operačního seskupení podílel na bombardování vyloďovací pláže Utah. Ještě před tímto se zúčastnil Operace Tiger, katastrofálního pokusu o nácvik vylodění. V srpnu 1944 pak byl prohlášen za školní loď.

### Konec služby a zánik
V roce 1945 se Hawkins naposledy stal rezervní lodí. V lednu 1947 byl převelen jako cílová loď k nácviku střelby a byl bombardován letouny Avro Lincoln u Spitheadu. Dne 21. srpna 1947 byl prodán do šrotu a v prosinci téhož roku rozebrán v Dalmuiru.